# 영종역사관
영종역사관은 인천광역시 중구에 있는 박물관이다.

## 연혁
- 2018년 4월 12일 개관.